# Касеки
Касеки (порт. Cacequi) — муниципалитет в Бразилии, входит в штат Риу-Гранди-ду-Сул. 
Касеки составная часть мезорегиона Западно-центральная часть штата Риу-Гранди-ду-Сул. Входит в экономико-статистический микрорегион Санта-Мария. Население составляет 14 924 человека на 2006 год. Занимает площадь 2 370,016 км². Плотность населения — 6,3 чел./км².

## История
Город основан 28 декабря 1944 года.

## Статистика
- Валовой внутренний продукт на 2003 год составляет 131.771.717,00 реалов (данные: Бразильский институт географии и статистики).
- Валовой внутренний продукт на душу населения на 2003 год составляет 8.725,45 реалов (данные: Бразильский институт географии и статистики).
- Индекс развития человеческого потенциала на 2000 год составляет 0,747 (данные: Программа развития ООН).

## География
Климат местности: субтропический. Находится на юго-западе Бразилии (в западной части штата). Выхода к морю не имеет. Относится к разряду городов провинции.